# Embajadores (Métro de Madrid)
Embajadores est un ensemble composé d'une station de la ligne 3 du métro de Madrid, ainsi qu'une station de la ligne C-5 des chemins de fer de banlieue de la capitale de l'Espagne.

## Situation
Embajadores est située sur la ligne 3 entre Lavapiés au nord, en direction de Moncloa et Palos de la Frontera au sud-est, en direction de El Casar. Elle est établie sous la glorieta de Embajadores, dans l'arrondissement du Centre.
La station Embajadores des chemins de fer de banlieue est située elle entre la gare d'Atocha-Cercanías au nord-est et la station Laguna au sud.

## Histoire
La station Embajadores est ouverte le 9 août 1936, en même temps que la première section de la ligne 3 depuis Sol. Enfin, la gare des chemins de fer de banlieue est mise en service le 28 mai 1989.

## Service des voyageurs

### Accueil
L'ensemble possède quatre accès sur la glorieta de Embajadores, dont un direct par ascenseur pour la ligne 3.

### Intermodalité
La station est en correspondance avec les lignes d'autobus no 27, 34, 36, 41, 60, 78, 116, 118, 119, 148, C1, C2, C03, M1, N12, N15, N17, NC1 et NC2 du réseau EMT.